# Список компьютеров стандарта MSX
Бытовые компьютеры стандарта MSX производились множеством компаний по всему миру с 1983 года по начало 1990-х. Многие из компаний производили несколько моделей компьютеров. Они могут различаться наличием дополнительного оборудования, раскладкой клавиатуры, объёмом памяти, набором встроенного программного обеспечения. Некоторые производители не изготавливали компьютеры самостоятельно, а адаптировали компьютеры других производителей для конкретной страны.

## Компьютеры

### MSX1
- Canon (Япония):
  - V-8
  - V-10
  - V-20
- Casio (Япония):
  - MX-10
  - MX-15
  - MX-101
  - PV-7
  - PV-16
- CE-TEC (Германия):
  - MPC 80
- Daewoo (Республика Корея):
  - DPC-100
  - DPC-200
  - IQ-1000
- Dragon Data Ltd. (Испания):
  - MSX-64
- Dynadata (Испания):
  - DPC-200
- Fenner (Италия):
  - FPC-500
- Fujitsu (Япония):
  - FM-X
- General (Япония):
  - PAXON PCK-50
  - PAXON PCT-50
  - PAXON PCT-55
- GoldStar (Корея):
  - FC-80 (экспортировался под названием FC-200)
  - GFC-1080
- Gradiente (Бразилия):
  - XP-800 Expert 1.0
  - XP-800 Expert 1.1
  - Expert Plus
  - Expert DD Plus
- Hitachi (Япония):
  - Hint
  - AH-200
  - MB-H1 (Humanicatio)
  - MB-H1E
  - MB-H2 (H2)
  - MB-H21
  - MB-H25
  - MB-H50
  - MB-H80
- JVC (Япония):
  - HC-5
  - HC-6
  - HC-6AV
  - HC-7
  - HC-7E
  - HC-7GB
  - HC-30 (RD)
  - HC-60
- Laser/Video Technology (Франция, Гонконг):
  - Laser MSX
- Mitsubishi (Япония):
  - Letus
  - ML-8000
  - ML-F48
  - ML-F80
  - ML-F110
  - ML-F120 (D)
  - ML-FX1
  - ML-FX2
- National (Япония):
  - CF-1200
  - CF-2000
  - CF-2700
  - CF-3000
  - CF-3300
  - FS-1300
  - FS-4000
- Olympia (Германия):
  - PHC-2 (аналог Daewoo/Yeno DPC-64)
  - PHC-28 (аналог Sanyo PHC-28S)
- Panasonic (Япония):
  - CF-2700
- Perfect/Almithali (Кувейт):
  - Perfect1
- Philips (Нидерланды):
  - NMS-801
  - VG 8000
  - VG 8010
  - VG 8020
- Phonola:
  - VG-8000 (аналог Philips VG 8000)
  - VG-8020 (аналог Philips VG 8020)
- Pioneer (Япония):
  - PX-7 Palcom
  - PX-V60
- Radofin (Гонконг):
  - Triton
- Radiola (Франция):
  - MK-180 (аналог Philips VG 8010)
- Sakhr/Universal/Al Alamiah (Кувейт, Йемен):
  - AH-200
  - AX-100
  - AX-123
  - AX-150
  - AX-170
  - AX-200
  - AX-230
  - AX-330
  - AX-660
  - AX-990
  - SX-100
  - SX-101
- Samsung (Корея):
  - SPC-800
- Sanno (Япония):
  - SPCmk-III (аналог Casio PV-16)
- Sanyo (Япония):
  - MPC 1 (WAVY 1)
  - MPC 2 (WAVY 2)
  - MPC 3 (WAVY 3)
  - MPC 4 (WAVY 4)
  - MPC 5 (WAVY 5)
  - MPC 6 (WAVY 6)
  - MPC 10 (WAVY 10)
  - MPC 10 (MK2)
  - MPC 11
  - MPC 64
  - MPC 100
  - MPC 200
  - MPC X
  - PHC-27
  - PHC-28L
  - PHC-28P
  - PHC-28S
  - PHC-30
  - PHC-30N
  - PHC-33
  - SPC-Super
  - WAVY-MPC-10
- Schneider:
  - MC-810 (аналог Philips VG-8010)
- Sharp/Epcom (Бразилия):
  - HB-8000 HotBit 1.0/1.1/1.2
- Sony (Япония):
  - HB-10 (HB - сокращение от HitBit)
  - HB-11
  - HB-20
  - HB-55
  - HB-75
  - HB-101
  - HB-201
  - HB-501
  - HB-701
  - HB-701FD
- Spectravideo (Гонконг, США):
  - SVI-728
  - SVI-738
- Talent/Telematica (Аргентина):
  - DPC-200 (аналог Daewoo DPC-200)
  - DPC-200A
- Toshiba (Япония):
  - HX-10
  - HX-10D/HX-10D (K)
  - HX-10DP
  - HX-10DPN
  - HX-10E
  - HX-10S/SA
  - HX-20
  - HX-20E
  - HX-21
  - HX-22
  - HX-30
  - HX-31
  - HX-32
  - HX-51
  - HX-52
- Triton (Гонконг):
  - PC64
- Yamaha (Япония):
  - CX5
  - CX5F
  - CX5M
  - CX5MII
  - CX5MII/128
  - CX-11
  - CX-100
  - SX-100
  - YIS-303
  - YIS-503
  - YIS-503II/64
  - YIS-503II
  - YIS-503IIR (КУВТ)
  - YIS-513
  - YIS-603B
- Yashica (Япония):
  - YC-64
- Yeno:
  - DPC-64
  - MX-64

### MSX2
- Canon: 
  - V-25
  - V-30
  - V-30F
  - V-335
- Daewoo:
  - CPC-200
  - CPC-300 (IQ2000)
  - CPC-300E
  - CPC-330K KOBO
  - CPC-400 X-II
  - CPC-400S X-II
- Fenner:
  - FPC-900
- Hitachi:
  - MB-H3
  - HB-H70
- JVC:
  - HC-180
  - HC-10AV
  - HC-80
  - HC-90
  - HC-95
  - HC-9S
- Kawai (Япония):
  - KMC-5000
- Laser/Video Technology:
  - Laser MSX2
- Mitsubishi:
  - ML-G1
  - ML-G3
  - ML-G10
  - ML-G30
  - ML-G30mkII
  - ML-H70
  - ML-TS2 (H)
- National:
  - FS-4500
  - FS-4600 (F)
  - FS-4700 (F)
  - FS-5000 (F2)
  - FS-5500 (F1)
  - FS-5500 (F2)
- NTT (Япония):
  - Captain Multi-Station
- Panasonic/Matsushita (Япония):
  - FS-A1
  - FS-A1 MK2
  - FS-A1F
  - FS-A1FM
- Perfect/Almithali:
  - Perfect2
- Philips:
  - VG 8220
  - VG 8230
  - VG 8235
  - VG 8240
  - NMS-8245
  - NMS-8250
  - NMS-8255
  - NMS-8280
- Phonola:
  - NMS-8245 (аналог Philips NMS 8245)
- Sakhr/Universal/Al Alamiah:
  - AX-250
  - AX-350
  - AX-370
  - AX-500
- Sanyo:
  - MPC-25F
  - MPC-25FD
  - MPC-25FK
  - MPC-25FS
  - WAVY-MPC-23
  - WAVY-PHC-23J (B)
  - WAVY-MPC-27
  - WAVY-MPC-70
  - WAVY-MPC-77
- Sony:
  - HB-F1
  - HB-F1II
  - HB-F1XD
  - HB-F1XDMK2
  - HB-F1XDJII
  - HB-F5
  - HB-F500
  - HB-F700
  - HB-F900
  - HB-FX50
  - HB-F9 (F9S, F9F, F9D, F9P)
  - HB-F10J
  - HB-G900
  - HB-G900AP
  - HB-T600
  - HB-T7
- Talent/Telematica:
  - CPC-300
  - TPC-310
  - TPP-311
  - TPS-312
- Toshiba:
  - HX-23
  - HX-23F
  - HX-33
  - HX-34
- Yamaha:
  - CX7M
  - CX7/128
  - CX7M/128
  - AX-350
  - AX-350II
  - AX-500
  - YIS-503IIIR (/128)  (КУВТ2)
  - YIS-604
  - YIS-604/128
  - YIS-805 (/128)  (КУВТ2)
  - YIS-805/256

### MSX2+
Компьютеры этого стандарта производились только тремя компаниями, и продавались исключительно на территории Японии.
- Panasonic/Matsushita:
  - FS-A1 FX
  - FS-A1 WSX
  - FS-A1 WX
- Sanyo:
  - MPC-175FD
  - WAVY PHC-35 (J)
  - WAVY PHC-70FD
  - WAVY PHC-70FD2
- Sony:
  - HB-F1XV
  - HB-F1XDJ

### MSX Turbo R
- Panasonic/Matsushita:
  - FS-A1 GT
  - FS-A1 ST

## Игровые приставки

### MSX1
- Zemmix:
  - CPC-50 (Zemmix I)
  - CPC-51 (Zemmix V)

### MSX2
- Zemmix:
  - CPC-61 (Zemmix Super V)

### MSX2+
- Zemmix:
  - CPG-120 (Zemmix Turbo)